# 末梢神経
末梢神経（まっしょうしんけい）は、体の各部に存在する神経繊維である。

## 概要
ヒトを含めた高等動物を解剖した初期の時代に、動物の正中部に集合して脳や脊髄を作る「中枢神経」と、中枢以外の体の各部に存在する細い多数の神経繊維、すなわち「末梢神経」が分けられたと思われる。しかし脳や脊髄から細い神経が出る部分に、構造的な区切りが存在することはないので、これらの名称は便宜的なものと理解される（→神経の項を参照）。
高等動物では、中枢神経系が、本能的行動や、外部からの情報を統合し、個体の意思決定を担っているのに対し、末梢神経は外部から中枢への情報入力、また筋肉など効果器官への中枢からの出力を担っており、末梢・中枢神経の両者の協調によって個体全体の意味ある動きが行われる。集中神経系を持たない刺胞動物の場合は、全て末梢神経のみから成る。このような動物の場合、刺激を受け取った部分の神経網内の細胞が、何らかの局所的な反応を起こすことになる。類似した神経回路の様式が、高等動物においても、交感神経に見ることができる。交感神経の場合、ニューロン本体を含めて完全に中枢から独立した神経網が「交感神経幹」として存在している。このような交感神経の姿は、中枢と無関係に散在的・局所的な反射調節を維持している原始的な動物の神経の姿に類似している。これに対して「副交感神経」では、調節ニューロン本体は脳幹や仙髄に存在する。
末梢神経のうち、特に運動・知覚神経は、中枢神経とは異なり、激しい運動を含む環境にさらされるために、変形や伸張に対抗できるように、堅固なコラーゲンの鞘構造によって三重に守られている。

## 構造
末梢の有髄神経線維の4つの部位から構成されている。それはランビエ絞輪（Node of Ranvier）、パラノード（Paranode）、ジャクスタパラノード（Juxaparanode）、インターノードである、インターノードはミエリン鞘形成に関与するMPZ（ミエリン蛋白質ゼロ）、PMP22、MBP（ミエリン塩基性蛋白質）が発現しており、これらの蛋白質が髄鞘形成とインターノードの静電容量の低下を担っていると考えられている。
末梢神経の髄鞘は軸索をシュワン細胞の突起が取り巻き細胞膜の内外が接着して作られる。細胞膜外側同士が接着してintraperiod line、内側同士でmajor dense lineができる。電子顕微鏡でみて濃く見えるほうがmajor dense lineであり、薄いほうがintraperiod lineである。最内側のintraperiod line同士がくっつくところがmesaxonと呼ばれる。髄鞘の中には、接着がゆるんで細胞質が規則的に残っている部分があり、シュミット・ランターマン切痕とよばれる。POEMS症候群の初期にシュミット・ランターマン切痕の離開がおこる。
髄鞘のtightな接着部位を緻密部、シュミット・ランターマン切痕部を非緻密部という。それぞれ関与する髄鞘蛋白質が異なっている。緻密部ではMPZやPMP22があり、非緻密部にはMAG、コネキシン32、E-カドヘリンなどがある。